# Acalyptris limoniastri
Acalyptris limoniastri is een vlinder van de familie van de dwergmineermotten (Nepticulidae), van de onderfamilie van de Nepticulinae. De wetenschappelijke naam van deze soort is voor het eerst voorgesteld door Erik van Nieukerken en Michael Hull in een publicatie uit 2007. Deze soort is vernoemd naar het geslacht van zijn waardplant: Limoniastrum.
De spanwijdte bedraagt bij het mannetje 5,5 tot 6,6 millimeter en bij het vrouwtje 6,4 millimeter.

## Voorkomen
De soort komt voor in Algerije en Tunesië.

## Waardplant
De rups leeft op Limoniastrum guyonianum (Plumbaginaceae).